# Johannes van den Kerkhoff

Johannes van den Kerkhoff

Johannes van den Kerkhoff (* 22. September 1876 in Odenkirchen; † 21. April 1945 in Freudenstadt) war ein deutscher Politiker (DNVP).
Kerkhoff besuchte von 1882 bis 1890 die Volksschule in Krefeld. Danach wurde er privat unterrichtet. Später wurde er Leiter des Eisen- und Stahlwerkes Krone AG in Velbert im Rheinland. Später wurde er Mitglied des Hauptausschusses des RdI.
1919 trat Kerkhoff in die Deutschnationale Volkspartei (DNVP) ein. Für diese wurde er bei der Reichstagswahl vom Juni 1920 in den Reichstag gewählt, dem er bis zur Wahl vom Mai 1924 angehörte. Im Reichstag war Kerkhoff treibende Kraft für den Bahnanschluss Velberts an Kettwig. Am 12. Mai 1922 wurde ein entsprechender Antrag zur Bereitstellung der erforderlichen Mittel im Reichstag angenommen.